# Регістрова пам'ять
Регістрова пам'ять (англ. Registered Memory, RDIMM, іноді buffered memory) — вид комп'ютерної оперативної пам'яті, модулі якої містять регістр між мікросхемами пам'яті і системним контролером пам'яті. Наявність регістрів зменшує електричне навантаження на контролер і дозволяє встановлювати більше модулів пам'яті в одному каналі. Регістрова пам'ять дорожча через менший обсяг виробництва і наявність додаткових мікросхем. Зазвичай використовується в системах, що вимагають масштабованості і відмовостійкості (наприклад — в серверах). Хоча більша частина модулів пам'яті для серверів є регістровою і використовує ECC, існують і модулі з ECC, але без регістрів (ECC UDIMM), вони також в більшості випадків працездатні і в десктопних системах. Регістрових модулів без ECC не існує.
Через використання регістрів виникає додаткова затримка при роботі з пам'яттю. Кожне читання і запис буферизуються у регістрі на один такт, перш ніж потраплять до шини пам'яті у чіп DRAM, тому регістрова пам'ять вважається на один такт повільнішою, ніж нерегістрова (UDIMM, unregistered DRAM). Для пам'яті SDRAM ця затримка істотна тільки для першого циклу в серії запитів (burst).
Буферизуються в регістровій пам'яті тільки сигнали керування та виставлення адреси.
Буферизована пам'ять (Buffered memory) — давніший термін для позначення регістрової пам'яті.
Деякі нові системи використовують повністю буферизовану пам'ять FB-DIMM, в якій відбувається буферизація не тільки керівних ліній, але і ліній даних за допомогою спеціального контролера AMB, розташованого на кожному модулі пам'яті.
Техніка регістрової пам'яті може застосовуватися до різних поколінь пам'яті, наприклад: DDR DIMM, DDR2 DIMM, DDR3 DIMM, DDR4 DIMM.